# قدم (حجة)
قدم هي إحدى قرى الجمهورية اليمنية. تتبع جغرافيا لمحافظة حجة وإداريًا لمديرية نجرة. يبلغ تعداد سكانها 4248 نسمة حسب الإحصاء الذي أجري عام 2004.